# Tenis de masă

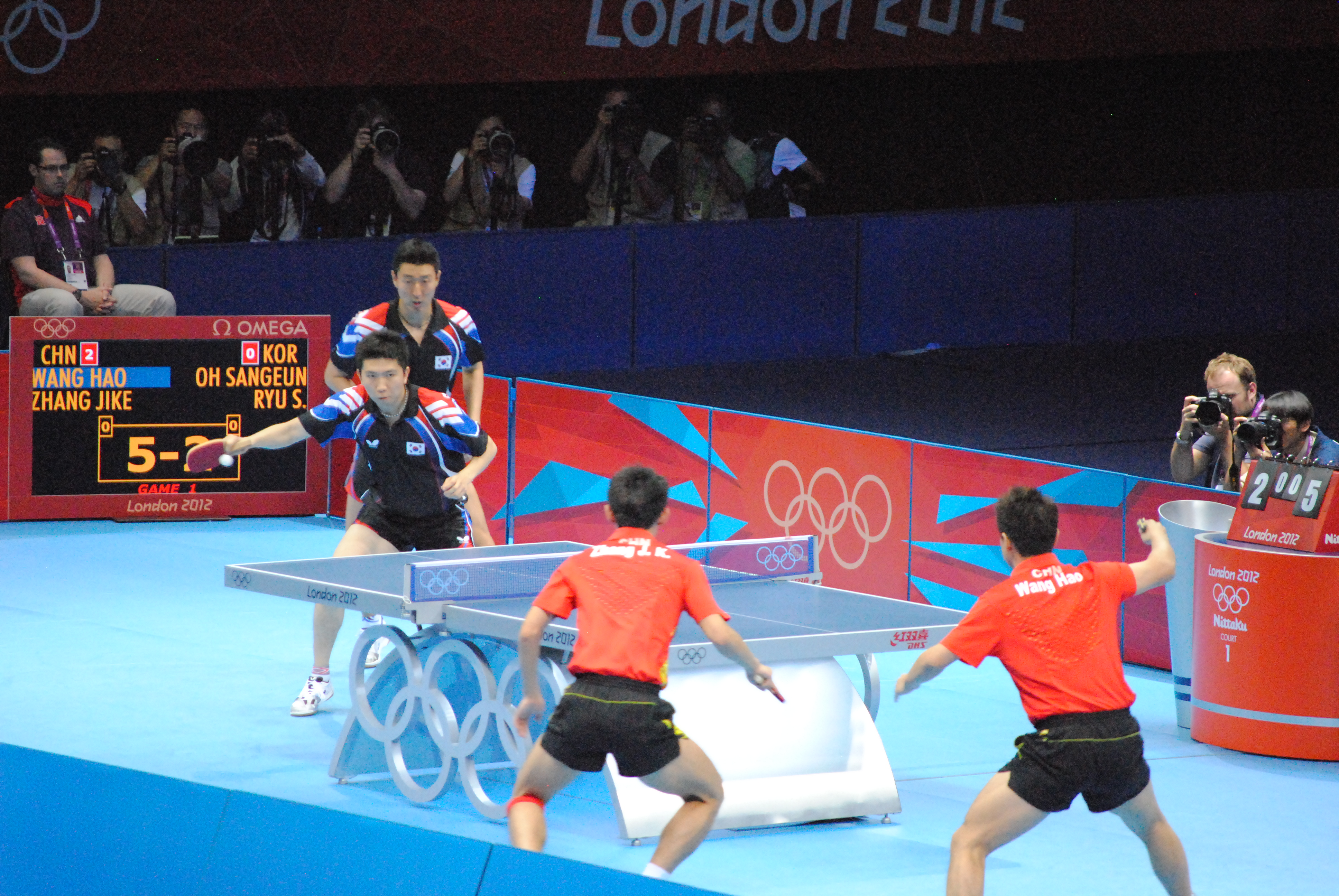
Meci de dublu al finalei echipei masculine la Jocurile Olimpice de la Londra 2012

Tenisul de masă este un sport în care doi sau patru jucători lovesc o minge ușoară de la unii la alții cu ajutorul unor palete. Jocul are loc pe o masă separată în două de un fileu. Un jucător trebuie să lase mingea jucată spre el să cadă o singură dată pe partea sa de masă și trebuie să o trimită înapoi pe partea de masă a adversarului. Jocul se desfășoară cu viteză mare și necesită reflexe rapide. Un jucător bun poate imprima efect mingii, ceea ce face ca ricoșajul din masă sau paleta adversarului să fie imprevizibil.
Este de mentionat faptul că ”recordul” în domeniul ”jocului pasiv” îl dețin românul Paneth Farkas și polonezul A. Ehrhich, care au jucat timp de 2 ore și 12 minute pentru a face un singur punct.
Tenisul de masă este foarte popular, în special în Asia de Est. Este printre cele mai populare sporturi din lume ca număr de jucători, și unul dintre cele mai noi sporturi majore.
Acest sport cunoaște câteva denumiri alternative:
- 乒乓球 (Pīng Pāng Qiú) este numele oficial al sportului în China, Hong Kong, Taiwan și Macau;
- 卓球 (Takkyu) este numele oficial al sportului în Japonia;
- 탁구 (Tak-gu) este numele oficial din Coreea.

Tenisul de masă este la  nivel de organizație mondială condusă  de Federația Internaționala de Tenis de Masă (ITTF), fondată în Berlin, Germania, 1926.  În prezent, Federația include 226 de asociații membre.  Regulile oficiale ale tenisului de masă sunt specificate în manualul Federației. Tenisul de masă a devenit un sport olimpic din 1988 cu mai multe categorii de probe. Din 1988 până în 2004, acestea erau individual masculin, individual femenin, dublu masculin, dublu feminin, dublu mixt

## Istoric

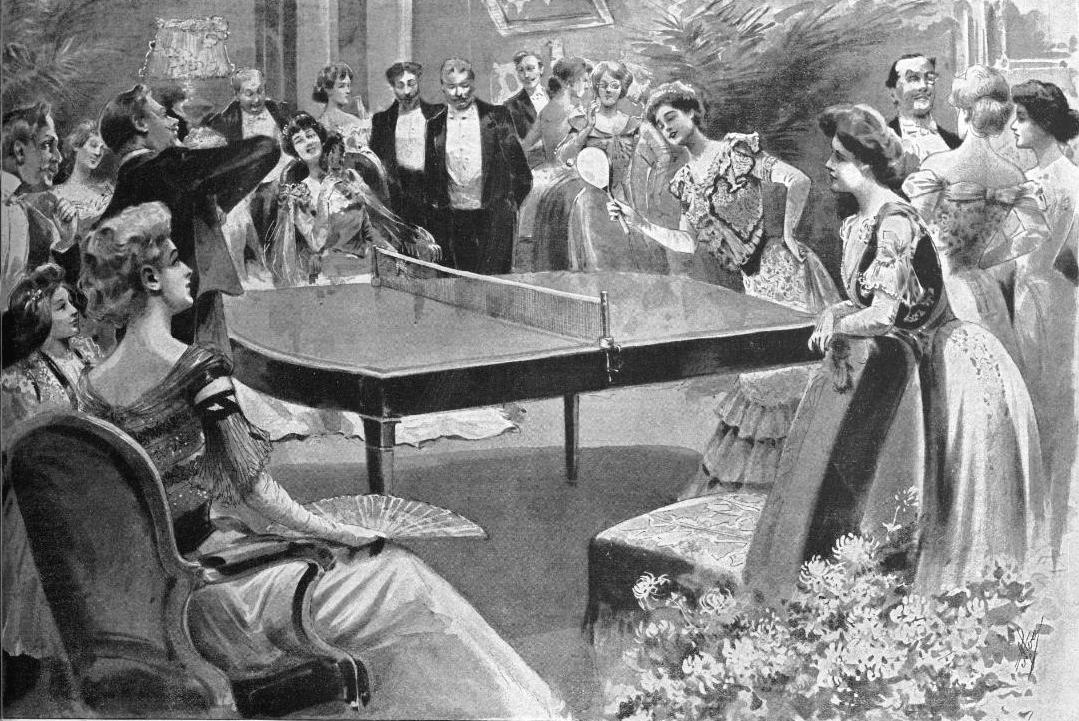
Partidă de tenis de masă în 1901.

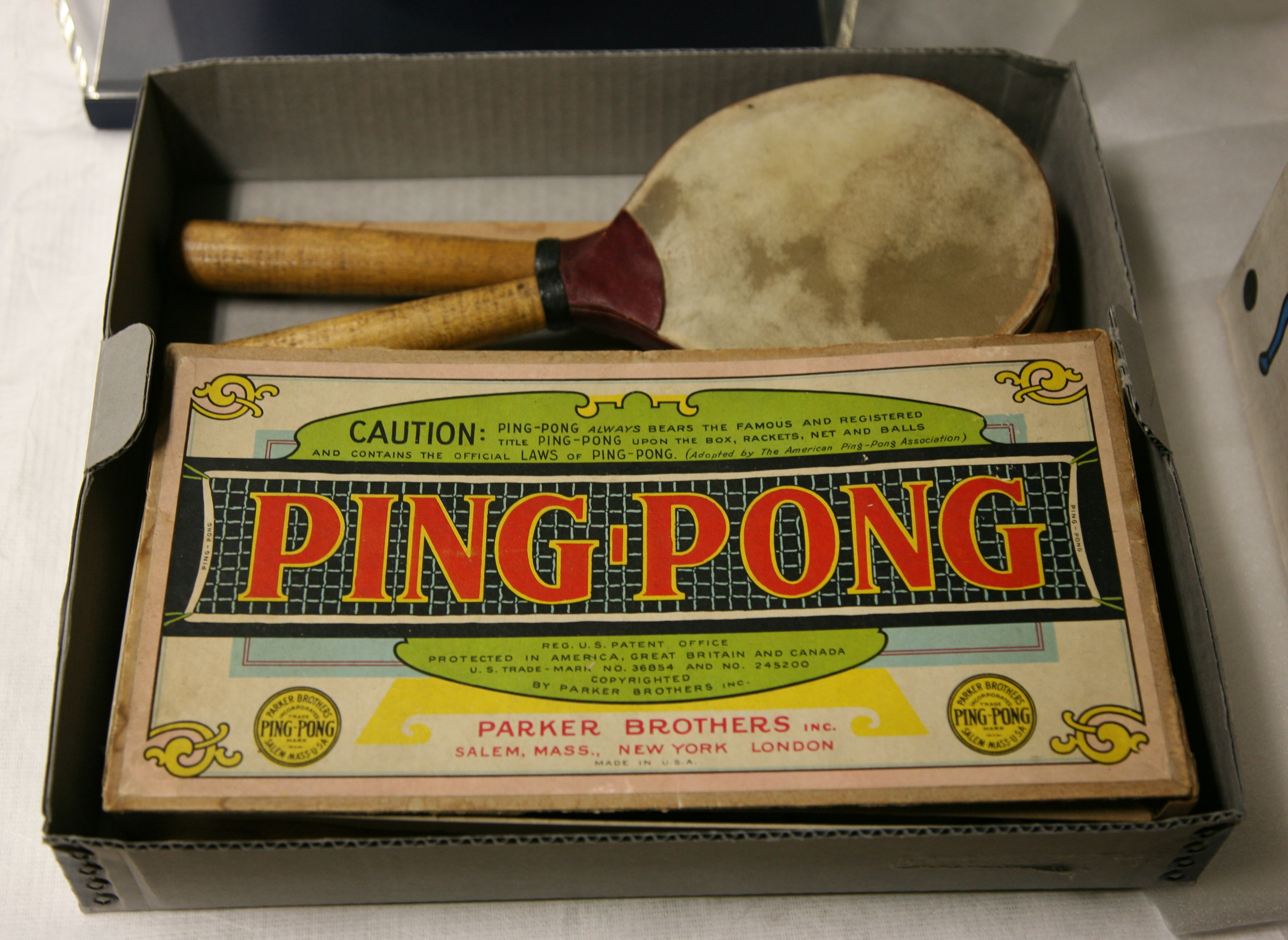
Cutia jocului original de ping-pong al fraților Parker

Sportul a luat naștere în Anglia victoriană, unde a fost jucat de clasa superioară ca un joc de sală după cină. S-a sugerat că versiunile improvizate ale jocului au fost dezvoltate de ofițerii militari britanici în India în jurul anilor 1860 sau 1870, care l-au adus înapoi cu ei. Un șir de cărți se ridica de-a lungul centrului mesei sub formă de fileu, încă două cărți serveau drept palete și erau folosite pentru a lovi continuu o minge de golf.
În iulie 1890, industriașul din Yorkshire David Forster a brevetat un joc de masă pentru sufragerie, care consta doar dintr-o masă înconjurată de un fel de gard pentru a menține mingea în limite. Nu există dovezi ale comercializării sale. Popularitatea tot mai mare a jocului îi determină pe producătorii de jocuri să vândă echipamente. În 1891, John Jaques, un producător de articole sportive, a brevetat un joc numit Gossima, care nu a fost acceptat. În același an, Charles Barter, din Gloucestershire, a înregistrat un brevet cu bile de plută și, la o dată apropiată, James Gibb, atlet celebru și fondator al Asociației Atletice de Amatori, a improvizat un material care consta dintr-un fileu fixat pe două posturi și pe o suprafață de lemn ridicată de la sol, inventând un joc de 21 de puncte și cu bile de cauciuc. Numele „ping-pong” a fost utilizat pe scară largă înainte ca producătorul britanic J. Jaques & Son Ltd să-l înregistreze în 1901.
Următoarea inovație majoră a fost făcută de Gibb, care a descoperit bile de celuloid într-o călătorie în SUA în 1901 și le-a considerat ideale pentru joc. A urmat EC Goode care, în 1901, a inventat versiunea modernă a paletei prin fixarea unei foi de cauciuc pe lama de lemn. S-au scris cărți despre acest subiect  și s-a organizat un campionat mondial neoficial în 1902. În acele timpuri, sistemul de punctaj era același ca în tenisul de câmp.
În 1922, noul sport era deja cunoscut în mare parte din Europa și India, fiind reglementat în mai multe țări. Deși exista atât o "Asociație a tenisului de masă", cât și o "Asociație de ping-pong", în 1910, o nouă asociație de tenis de masă a fost fondată în 1921 și redenumită  Asociația engleză de tenis de masă în 1926. A urmat Federația Internațională de Tenis de Masă (ITTF) în 1926. Londra a găzduit primul Campionat Mondial oficial în 1926. Primele campionate mondiale au înregistrat triumful total al reprezentanților Ungariei, care au câștigat toate titlurile.
În anii 1930, Edgar Snow a comentat în Red Star Over China că forțele comuniste chineze au avut o „pasiune pentru jocul englezesc de tenis de masă” pe care îl considerau „bizar”. Pe de altă parte, popularitatea sportului a scăzut în Uniunea Sovietică din anii 1930, parțial din cauza promovării sporturilor de echipă și militare și parțial din cauza teoriei că jocul avea efecte negative asupra sănătății. Prima țară din Asia care a oprit dominația europeană a fost Japonia, care a dominat Cupele Mondiale între 1952 și 1957. Supremația Chinei a început în anii 1960 și rămâne până în prezent.
În plină dominație chineză a acestui sport, puține țări au putut concura cu gigantul asiatic, cu excepția așa-numitei „școli suedeze” care, prin metode inovatoare de antrenament, a reușit să câștige Campionatul Mondial pe echipe în 1989, 1991, 1993 și 2000.
În anii 1950, paletele care foloseau o foaie de cauciuc combinată cu un strat de burete subiacent au schimbat jocul dramatic,  introducând o rotire și o viteză mai mari. Tenisul de masă a fost introdus ca sport olimpic la Jocurile Olimpice din 1988.

## Echipament

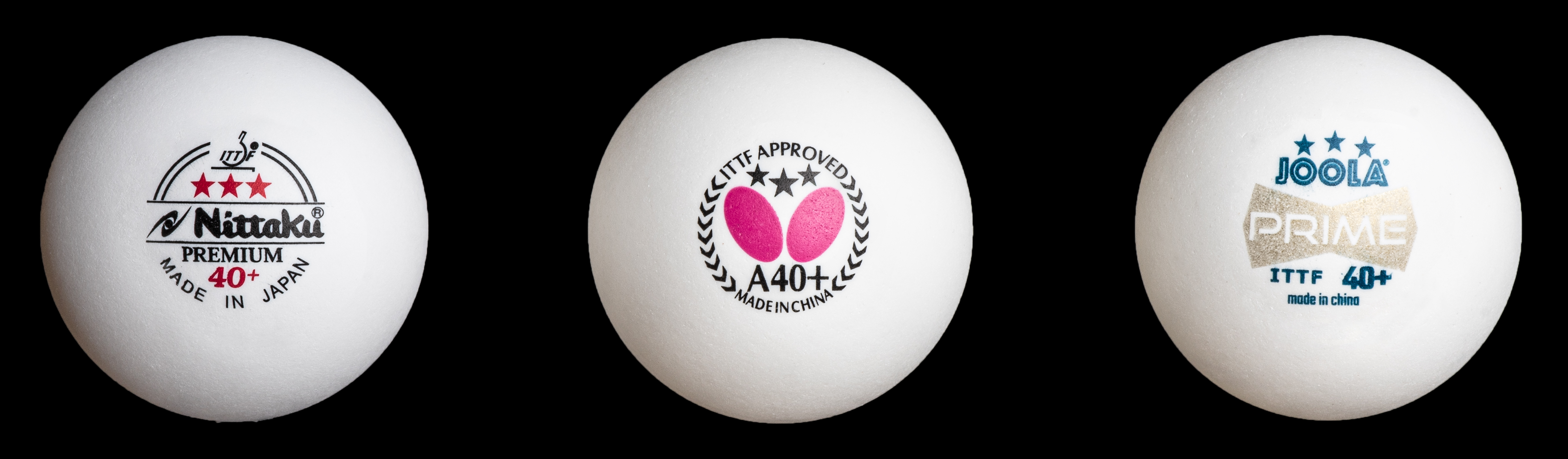
Mingi din plastic pentru tenis de masă 40+ mm cu aprobare ITTF

### Minge
Regulile internaționale specifică faptul că jocul se joacă cu o minge cu o masă de 2,7 grame și un diametru de 40 milimetri. Regulile spun că mingea va sări 24-26 cm atunci când este aruncată de la o înălțime de 30,5 cm pe un bloc de oțel standard, având astfel un coeficient de restituire de 0,89 până la 0,92.
Începînd cu 2015, mingile sunt făcute dintr-un polimer în loc de celuloid, colorate în alb sau portocaliu, cu o finalizare mată. Alegerea culorii mingii se face în funcție de culoarea mesei și de împrejurimile sale. De exemplu, o bilă albă este mai ușor de văzut pe o masă verde sau albastră decât pe o masă gri. Producătorii indică adesea calitatea mingii cu un sistem de evaluare a stelelor, de obicei de la unu la trei, trei fiind cea mai înaltă clasă. Deoarece acest sistem nu este standard între producători, singurul mod în care o minge poate fi utilizată în competiția oficială este prin aprobarea ITTF (aprobarea ITTF poate fi văzută tipărită pe minge).
Mingea de 40 mm a fost introdusă după terminarea Jocurilor Olimpice de vară din 2000; anterior standardul era o minge de 38 mm. Acest lucru a creat unele controverse. Atunci, numărul 1 mondial la tenis de masă, Vladimir Samsonov, a amenințat că va ieși din Cupa Mondială, care era programată să înceapă cu noua minge reglementată (octombrie 2000).

### Masa

Diagrama unei mese de tenis de masă care arată dimensiunile oficiale

Masa are 2,74 m lungime, 1,525 m lățime și 76 cm înălțime din orice material dens, atâta timp cât masa produce un salt uniform de aproximativ 23 cm atunci când bila standard este aruncată pe ea de la o înălțime de 30 cm.
Masa are o culoare uniformă închisă și este împărțită în două jumătăți de un fileu de 15,25 cm înălțime. ITTF aprobă numai mese din lemn sau derivatele acestora. Mesele de beton cu un fileu de oțel sau o partiție din beton solid sunt uneori disponibile în spații publice exterioare, cum ar fi parcurile.

### Paleta
Jucătorii sunt echipați cu o paletă din lemn laminat acoperită cu unul sau două straturi de cauciuc special pe ambele părți.
Porțiunea de lemn a paletei, adesea denumită „lamă”, are de obicei între 1 și șapte straturi de lemn, deși uneori sunt folosite  și alte materiale: plută, fibră de sticlă, fibră de carbon, fibră de aluminiu. Conform reglementărilor ITTF, cel puțin 85% din grosimea lamei trebuie să fie din lemn natural.
Dimensiunea medie a lamei este de aproximativ 17 centimetri lungime și 15 centimetri lățime. Deși restricțiile oficiale se concentrează doar asupra netezimii și rigidității lamei în sine, aceste dimensiuni sunt optime pentru majoritatea stilurilor de joc.
Regulamentele tenisului de masă permit diferite suprafețe de cauciuc pe fiecare parte a rachetei. Diferite tipuri de suprafețe asigură diferite niveluri de rotire sau viteză și, în unele cazuri, anulează rotirea.  De exemplu, un jucător poate avea un cauciuc care oferă multă rotire pe o parte a paletei și una care nu oferă rotire pe cealaltă. Răsucind paleta în timpul jocului, sunt posibile diferite tipuri de returnări. Pentru a ajuta un jucător să facă distincția între cauciucul folosit de jucătorul advers, regulile internaționale specifică faptul că o parte trebuie să fie roșie, în timp ce cealaltă parte trebuie să fie neagră. Jucătorul are dreptul să inspecteze paleta adversarului înainte de un meci pentru a vedea tipul de cauciuc folosit și ce culoare are. În ciuda jocului de mare viteză și a schimburilor rapide, un jucător poate vedea clar ce parte a rachetei a fost folosită pentru a lovi mingea. Regulile actuale prevăd că, cu excepția cazului în care este deteriorată în joc, paleta nu poate fi schimbată cu altă paletă în niciun moment în timpul unui meci.

## Modul de joc

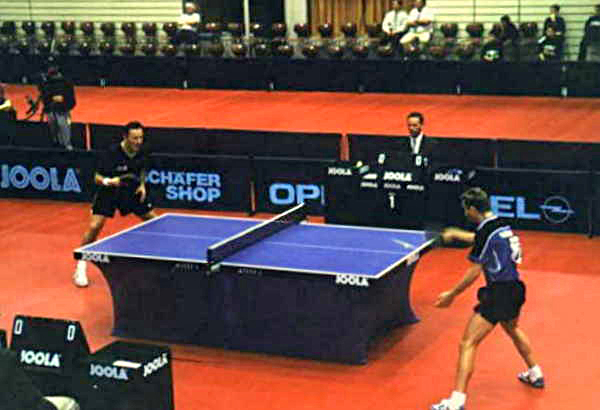
Tenis de masă competitiv

### Începutul jocului
Înainte de startul jocului, cei doi jucători încep cu o perioadă de adaptare de maximum două minute. În această perioadă se fac schimburi libere, fără a număra puncte, pentru a permite „testarea” adversarului, evaluându-i punctele tari și punctele slabe, în special caracteristicile paletei sale.
Conform regulii ITTF 2.13.1, primul serviciu se decide prin tragere la sorți, în mod normal o aruncare de monede.
De asemenea, este obișnuit ca un jucător (sau arbitrul) să ascundă mingea într-o mână, de obicei ascunsă sub masă, permițând celuilalt jucător să ghicească în ce mână se află mingea. Presupunerea incorectă oferă „câștigătorului” opțiunea de a alege să servească, să primească sau să aleagă ce parte a mesei să utilizeze.

### Serviciu și returnare

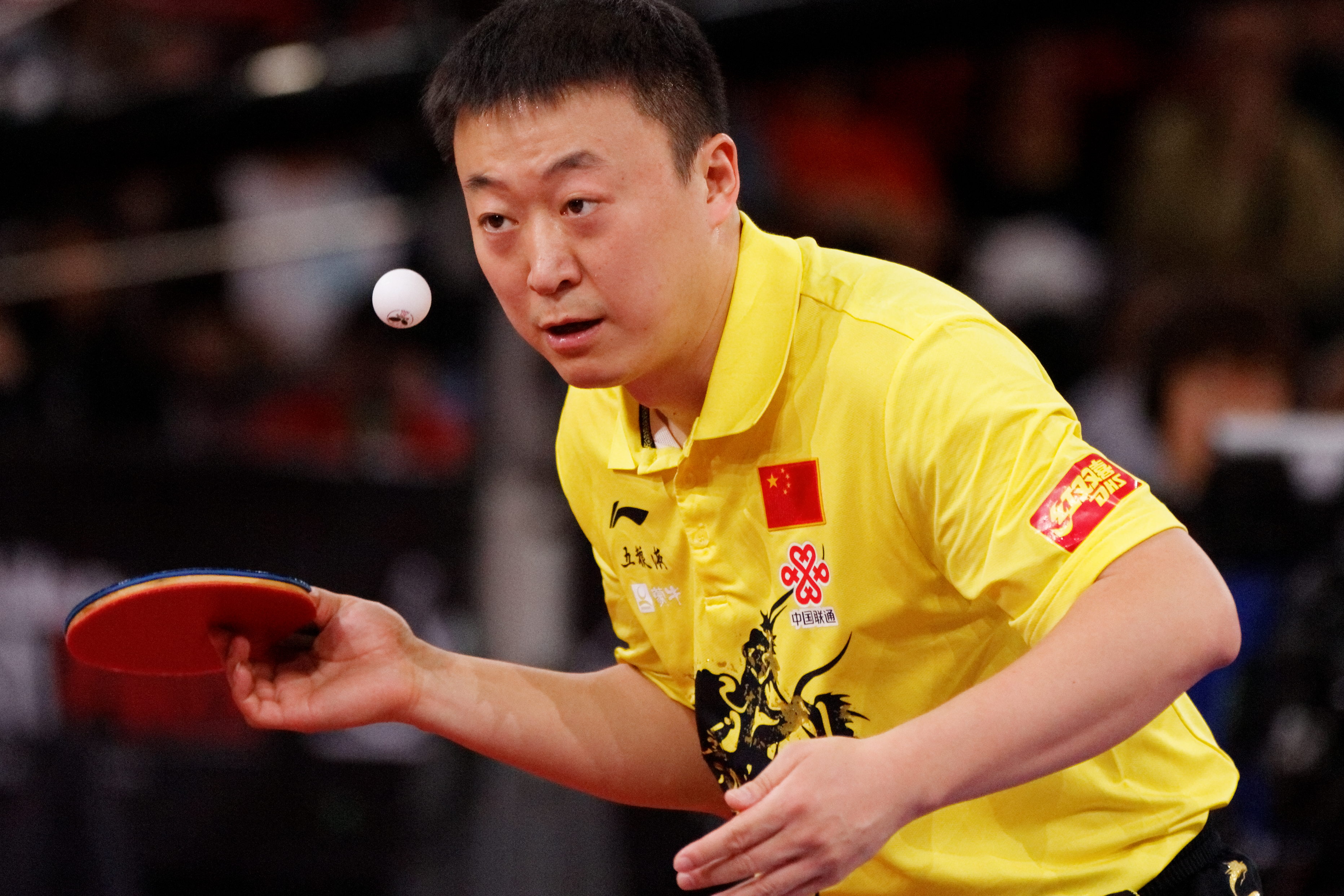
Servește multiplul campion mondial, chinezul Ma Lin.

Jucătorul care servește mingea începe un joc. Cel care servește ține mingea în mâna fără paletă, numită mâna liberă, care trebuie să fie nemișcată și deschisă. Apoi, mingea trebuie aruncată vertical în sus și fără efect, la o înălțime minimă de 16 cm. În cele din urmă, lovește mingea în faza descendentă cu paleta astfel încât să atingă mai întâi terenul său și apoi terenul receptorului fără a atinge fileul. În jocurile ocazionale, mulți jucători nu aruncă mingea în sus; cu toate acestea, acest lucru este incorect din punct de vedere tehnic și poate oferi jucătorului care servește un avantaj nedrept.
De la începutul serviciului până când paleta jucătorului lovește mingea, mingea trebuie să fie deasupra suprafeței de joc și în spatele liniei de bază a terenului jucătorului care execută serviciul și nu trebuie ascunsă de nici o parte a corpului sau îmbrăcămintea jucătorului sau a coechipierului său în cazul meciului de dublu. Adversarul și arbitrul trebuie să aibă o vedere clară a mingii în orice moment. Dacă arbitrul are îndoieli cu privire la legalitatea unui serviciu, acesta poate întrerupe jocul avertizând pe cel care a servit. Dacă serva este un eșec clar sau arbitrul are din nou îndoieli după un prim avertisment, receptorul obține un punct.
Dacă serviciul este corect, atunci receptorul trebuie să facă o întoarcere „bună” lovind mingea înapoi astfel încât aceasta să treacă de fileu și să atingă terenul adversarului. Returnarea serviciului este una dintre cele mai dificile părți ale jocului, deoarece prima mișcare a celui care servește este adesea cea mai puțin previzibilă și, prin urmare, cea mai avantajoasă lovitură datorită numeroaselor opțiuni de rotire și viteză la dispoziția sa.

### Punctaj

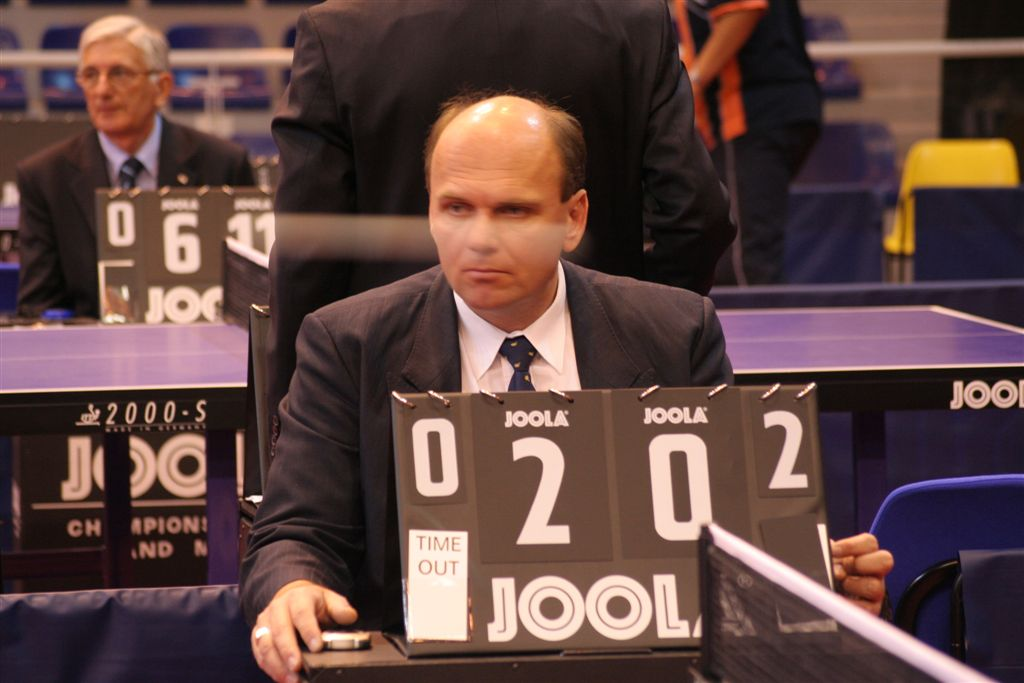
Arbitru de tenis de masă

Un punct este marcat de un jucător, dacă adversarul său:
- Nu reușește să facă un serviciu corect sau să returneze.
- Mingea sare de mai multe ori pe jumătatea sa.
- Mingea este împiedicată să sară de pe propria jumătate de masă (obstrucție).
- Returnează mingea care lovește un obstacol înainte de a lovi jumătatea mesei adversarului (cu excepția stâlpilor de fileu).
- Returnează mingea altfel decât cu paleta sau cu mâna care ține paleta.

Sau în celelalte cazuri mai rare care urmează:
- Mâna liberă a adversarului atinge suprafața de joc.
- Adversarul mișcă masa în timpul punctului.
- Adversarul atinge fileul.
- Paleta adversarului lovește intenționat mingea de mai multe ori.
- Mingea este returnată cu o paletă pe care adversarul nu o mai ținea în mână.

### Alternarea serviciilor
Serviciul alternează între adversari la fiecare două puncte până la sfârșitul jocului, cu excepția cazului în care ambii jucători înregistrează zece puncte sau este operat sistemul rapid, când secvențele de servire și primire rămân aceleași, dar fiecare jucător servește pentru doar un punct la rând (Deuce). Jucătorul care servește primul într-un joc primește primul în următorul joc al meciului.
După fiecare joc, jucătorii schimbă părțile mesei. În ultimul joc posibil al unui meci, de exemplu al șaptelea joc dintr-un meci de șapte meciuri, jucătorii se schimbă atunci când primul jucător înscrie cinci puncte, indiferent de rândul căruia trebuie să servească. 

## Competiții

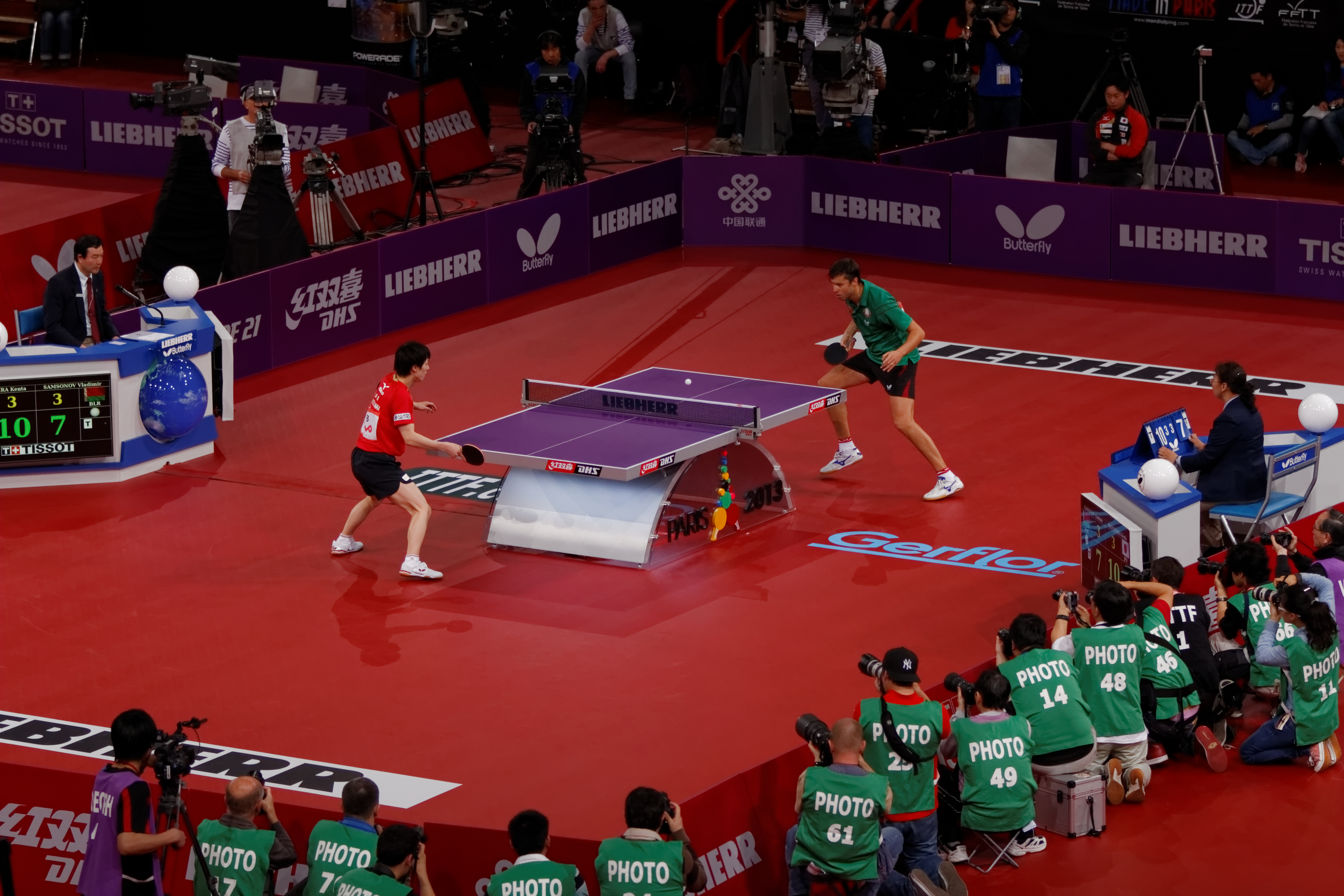
Un joc de tenis de masă la nivel profesional

Tenisul de masă competitiv este popular în Asia de Est și Europa. Cele mai importante competiții internaționale sunt Campionatele Mondiale de tenis de masă, Cupa Mondială de tenis de masă, Jocurile Olimpice și Turul mondial ITTF. Competițiile continentale includ următoarele:
- Campionatele Europene
- Europe Top-16
- Campionatele Asiatice
- Jocurile asiatice

## Jucători notabili
Tabelul de mai jos arată jucătorii – bărbați și femei – care au obținut cel puțin cinci victorii individuale în participarea lor la principalele competiții:
| Nume              | Ani cu victorii | CM / JJ. OO | Cupa Mondială | Turul mondial ITTF | Total |
| ----------------- | --------------- | ----------- | ------------- | ------------------ | ----- |
| Ma Long           | 2008-2019       | 4           | 2             | 5                  | 11    |
| Wang Nan          | 1997-2007       | 3           | 4             | 2                  | 9     |
| Liu Shiwen        | 2009-2019       | 1           | 5             | 3                  | 9     |
| Ding Ning         | 2011-2018       | 4           | 3             | 1                  | 8     |
| Deng Yaping       | 1991-1997       | 5           | 1             | 1                  | 7     |
| Angelica Rozeanu  | 1950-1955       | 6           | -             | -                  | 6     |
| Wang Liqin        | 1998-2007       | 3           | 0             | 3                  | 6     |
| Mária Mednyánszky | 1926-1931       | 5           | -             | -                  | 5     |
| Viktor Barna      | 1930-1935       | 5           | -             | -                  | 5     |
| Wang Hao          | 2003-2010       | -           | 3             | 2                  | 5     |
| Zhang Jike        | 2011-2014       | 3           | 2             | -                  | 5     |

## Naturalizarea în tenisul de masă
Potrivit New York Times, 31% dintre jucătorii de tenis de masă de la Jocurile Olimpice de vară din 2016 au fost naturalizați. Rata a fost de două ori mai mare decât la următorul sport, baschetul, care a inclus 15% din jucătorii naturalizați.
În 2019, ITTF a adoptat noi reglementări care stipulează că jucătorii care au dobândit o nouă naționalitate nu pot reprezenta noua lor asociație înainte de:
- 1 an de la data înregistrării, dacă jucătorul are vârsta sub 15 ani când este înregistrat și nu a reprezentat niciodată o altă aociație
- 3 ani de la data înregistrării, dacă jucătorul are vârsta sub 15 ani când este înscris și a reprezentat deja o altă asociație
- 5 ani după data înregistrării, dacă jucătorul are vârsta sub 18 ani, dar cel puțin 15 ani când este înregistrat
- 7 ani după data înregistrării, dacă jucătorul are vârsta sub 21 de ani, dar cel puțin 18 ani când este înregistrat
- 9 ani după data înregistrării, dacă jucătorul are cel puțin 21 de ani când este înregistrat

## Tenisul de masă în România
În România, tenisul de masă este gestionat de către Federația Română de Tenis de Masă (FRTM), fondată în 1931. Înainte de această dată, în 1926, funcționa la Oradea, Federația Societăților Române de Tenis de Masă. Prima ediție a Campionatului Național de ping-pong este controversată (1928 sau 1929). iar primii campioni sunt A. Steiner, M. Lyska și Solomon-Taglicht; la echipe se evidențiază CA Oradea.
Printre sportivii care au dominat tenisului românesc se numără: Angelica Rozeanu (40 titluri naționale), Maria Alexandru (39 titluri), Ella Zeller Constantinescu (21 titluri), Nicu Naumescu (17 titluri), Teodor Gheorghe (15 titluri), Radu Negulescu și Otilia Bădescu (fiecare câte 13 titluri).
Prima medalie internațională a României la tenis de masă (echipe) a fost medalia de argint la Campionatul Mondial de la Praga, 1936. La nivel mondial, România se află pe locul 5 cu un total de 45,5 medalii (16,5 de aur, 10 de argint și 19 de bronz).

## Tenis de masă în Republica Moldova
În 1998 a fost înregistrată Asociația Obștească „Federația de Tenis de Masă din Republica Moldova”
Tenisul de masă a devenit un joc foarte popular în Republica Moldova. 